# 友永恭平
友永 恭平（ともなが きょうへい、1990年10月4日 - ）は、日本のラグビー選手。

## プロフィール
- 大阪府出身。
- ポジションはプロップ(PR)。
- 身長 184cm、体重 110kg
- ニックネームはキョン。
- U20日本代表候補に選ばれたことがある[1]。

## 略歴
2009年、常翔学園高校卒業後、明治大学に入る。なお常翔学園高校時代、高校日本代表に選ばれたことがある。
2013年、明治大学卒業後、クボタスピアーズに加入。なお明治大学時代の同級生には石原慎太郎、榎真生、斎藤春樹、猿楽直希、染山茂範、竹内健人、堀江恭佑らがいる。
2015年11月14日に行われたジャパンラグビートップリーグ第1節の東芝ブレイブルーパス戦にて途中出場で公式戦初出場を果たす。
2017年、クボタスピアーズを退団した。